# В'язове (Юр'янський район)
В'я́зове (рос. Вязовое) — присілок у складі Юр'янського району Кіровської області, Росія. Входить до складу Підгорцівського сільського поселення.
Населення становить 2 особи (2010).